# Ozaki Hōsai

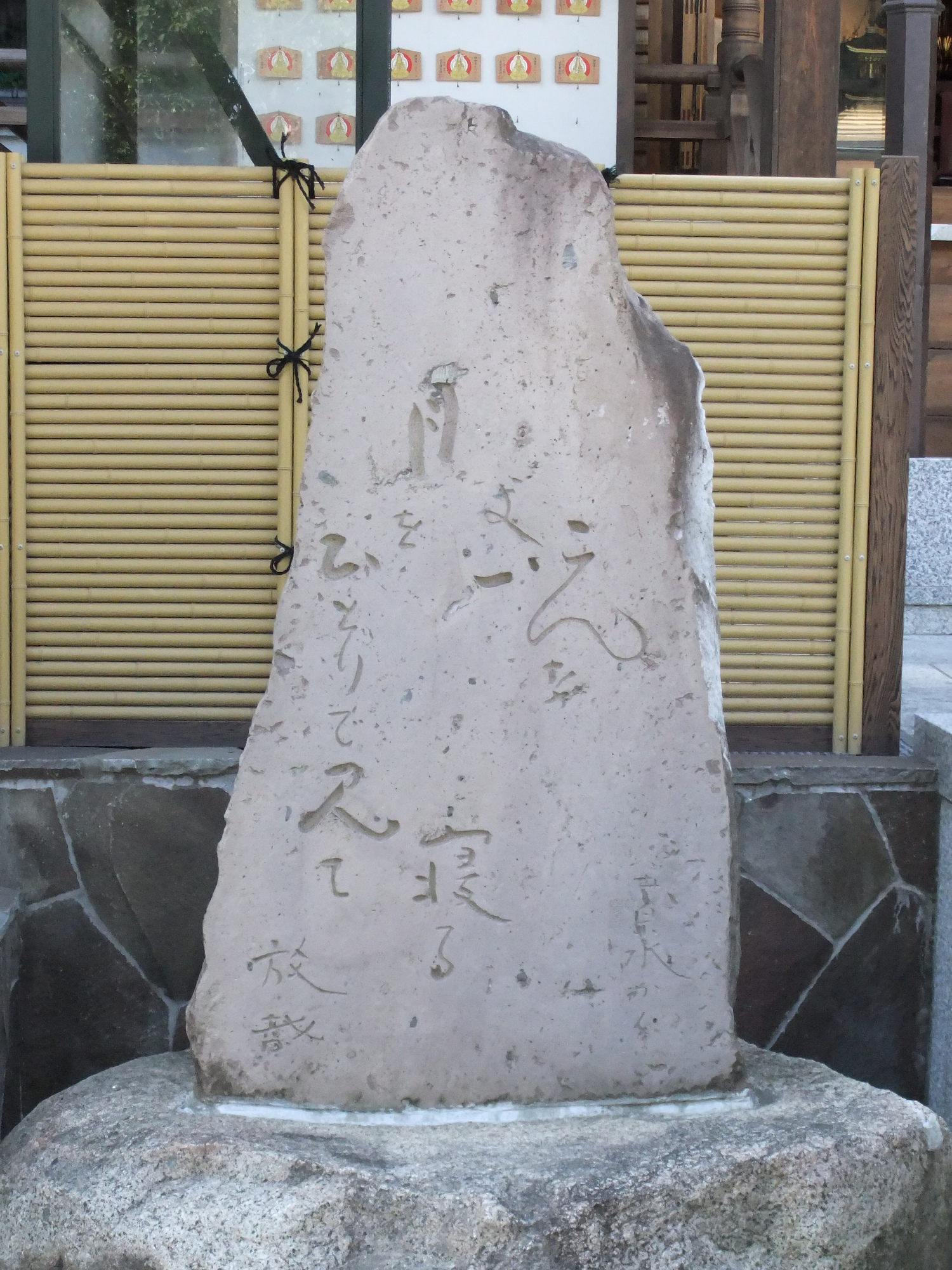
Gedenkstein mit einem Haiku Ozakis im Sumadera in Kobe

Ozaki Hōsai (japanisch 尾崎 放哉; * 20. Januar 1885 in Yoshikata (Heute Tottori); † 7. April 1926 in Tonoshō), eigentlich Ozaki Hideo (尾崎 秀雄), war ein japanischer Haiku-Dichter.

## Leben
Ozaki Hōsai wurde am 20. Januar 1885 in Yoshikata, Landkreis Ōmi (heute Teil der Stadt Tottori), Präfektur Tottori als zweiter Sohn des Gerichtsschreibers Ozaki Nobuzō (尾崎 信三) geboren. Im Jahre nach seiner Geburt zog die Familie nach Tachikawa, Landkreis Hōmi (heute wie der Landkreis Ōmi ein Teil der Stadt Tottori).
1899, im Alter von etwa 14 Jahren, begann Hōsai, Haiku zu schreiben. 1902 schloss er die Erste Mittelschule der Präfektur Tottori ab und trat in den Fachbereich für Literatur der Ersten Oberschule ein. 1905 wurde er Student an der Kaiserlichen Universität Tokio. Im selben Jahr machte er Sawa Yoshie (沢 芳衛), die seine Cousine war, einen Heiratsantrag, musste von diesem jedoch wegen des Verwandtschaftsverhältnisses zurücktreten.
1909 schloss er das Studium an der Fakultät für Politikwissenschaften ab und arbeitete für eine Nachrichtenagentur. Jedoch währte das Arbeitsverhältnis nicht lange. 1911 begann er, in der Vertragsabteilung der Tōyō-Lebensversicherungen AG zu arbeiten. 1913 wurde er Leiter dieser Abteilung und wurde 1914 stellvertretender Leiter der Niederlassung in Osaka, kehrte 1915 aber zu seiner alten Stelle in Tōkyō zurück und beteiligte sich an der Zeitschrift Sōun, die dem von der traditionellen Form losgelösten, neuen Haiku gewidmet war. 
1921 wurde er als Leiter der Vertragsabteilung entlassen und kündigte seine Arbeit bei der Tōyō-Lebensversicherungen AG zum Ende des Jahres ganz. 1922 ging er als Leiter der neu entstandenen Koreanischen Feuer- und Seeversicherung nach Korea. 1923 begann er erneut, Artikel für die Sōun zu schreiben, verlor aber wiederum seine Arbeit und ging daraufhin in die Mandschurei, wo er wegen einer Rippenfellentzündung, die sich wider Erwarten verschlechterte, im Krankenhaus behandelt werden musste. Er diktierte Muryōjubutsu (無量壽佛, dt. „Der Buddha des unermesslichen langen Lebens“, Amitabha) und begab sich im selben Jahr zu der Gemeinschaft Ittōen.
Im März 1924 wurde er Tempeldiener im Chion-in und wechselte im Juni an den Tempel Fukushō-ji im Stadtviertel Suma, Kōbe. Im Mai 1925 wurde er dann Tempeldiener im Jōkō-ji in Obama, Präfektur Fukui, verließ den Tempel aber wieder im Juli, um sich an den Saikō-ji auf der Insel Shōdo zu begeben, wo er am 7. April 1926 starb.